# 몬테비데오 시티 토르케
몬테비데오 시티 토르케(스페인어: Montevideo City Torque)는 우루과이 몬테비데오주 몬테비데오를 연고로 하는 축구단이다. 2007년 12월 26일에 CA 토르케(Club Atlético Torque)라는 이름으로 설립되었으며, 우루과이 세군다 디비시온에 참가하고 있다.